# Pomnik Świętopełka I w Bratysławie
Pomnik Świętopełka I w Bratysławie – konny pomnik trzeciego władcy państwa wielkomorawskiego, Świętopełka I, zlokalizowany na pierwszym dziedzińcu zamku w Bratysławie, od południa kompleksu, na terasie Dunaju.

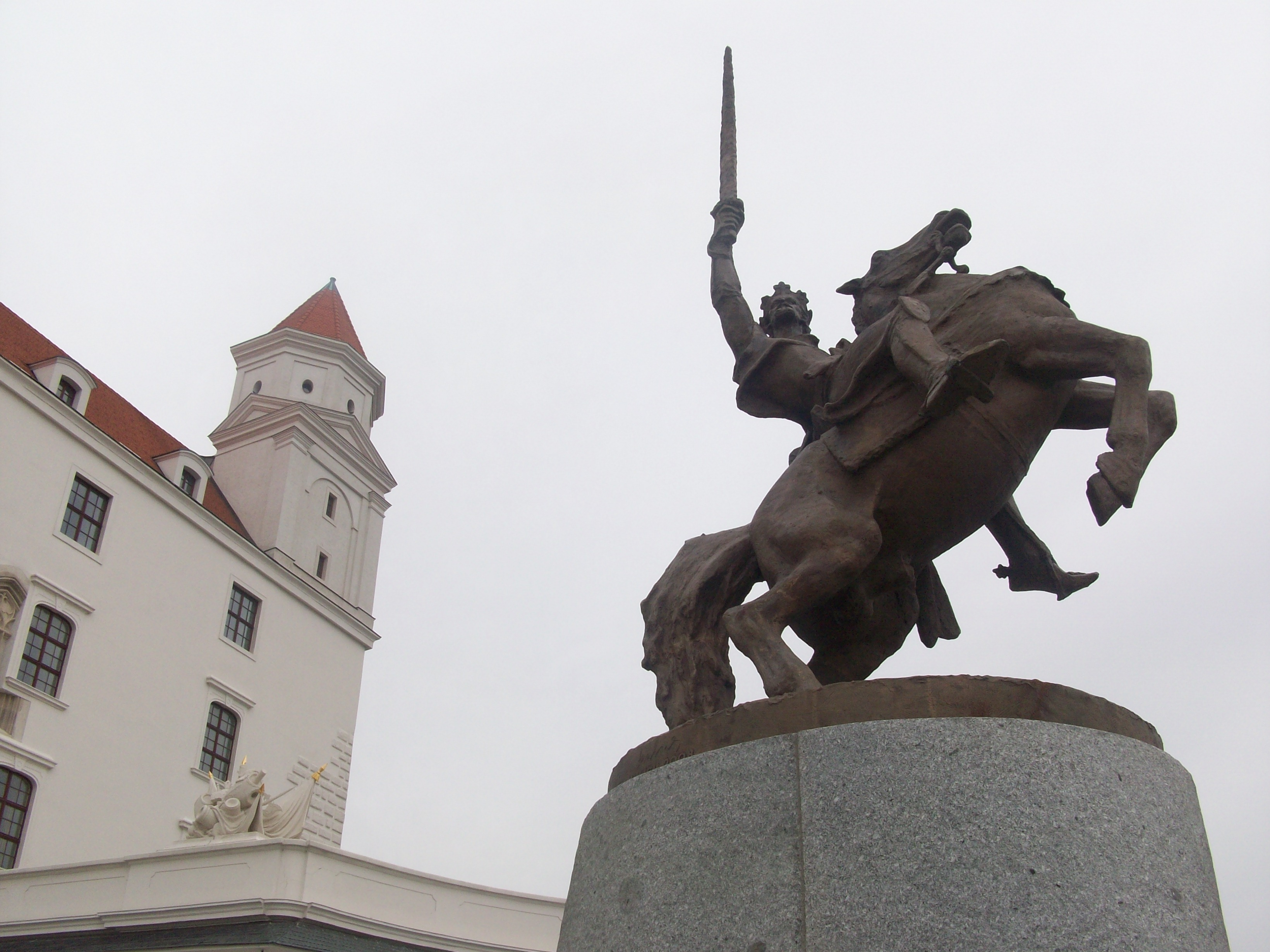
Posąg konny

Nadnaturalnej wielkości, brązowa statua na granitowym cokole jest autorstwa Jána Kulicha. Całość ma 7,8 metra wysokości. Odsłonięcie pomnika nastąpiło 6 czerwca 2010 z udziałem prezydenta Ivana Gašparoviča i premiera Roberta Fico.
Na cokole pierwotnie znajdowała się tablica z napisem Svätopluk - kráľ starých Slovákov, a także początek tekst bulli Industriae tuae papieża Jana VIII, którą ten wysłał do Świętopełka w 880 roku. W październiku 2010, z inicjatywy przewodniczącego Rady Narodowej Republiki Słowackiej, Richarda Sulíka, autor przykrył metalową tablicą podwójny krzyż na tarczy posągu, jak również napis o tym, że Świętopełk I był królem dawnych Słowaków. Naciski w tym kierunku tłumaczone były skojarzeniami podwójnego krzyża z godłem Gwardii Hlinki. Historycy krytykowali też napis: Świętopełk nie mógł być ich zdaniem królem dawnych Słowaków, ponieważ naród ten nie istniał w jego czasach.